# C. J. Jackson
Cleveland Alan Jackson Jr. (nacido en Charlotte, Carolina del Norte; 9 de marzo de 1997) es un baloncestista estadounidense que pertenece a la plantilla del Köping Stars de la Basketligan. Con 1,85 metros de estatura, juega en la posición de base.

## Trayectoria deportiva
Es un jugador formado en la universidad de Eastern Florida State en el que jugó durante una temporadas y en 2016 ingresaría en Ohio State Buckeyes en el que jugaría durante tres temporadas.  Tras no ser drafteado en 2019, debutaría como profesional en Suecia en las filas del Köping Stars de la Basketligan.
En la temporada 2019-20, en las filas del conjunto sueco jugaría la cifra de 32 partidos promediando 17.25 puntos por encuentro, siendo una de las revelaciones en la Basketligan.